# Queens of the Stone Age
Queens of the Stone Age (literalment en català "Reines de l'Edat de Pedra"), col·loquialment abreujat com QOTSA o QotSA, és una formació de rock estatunidenca de Palm Desert (Califòrnia). Formada l'any 1996, actualment compta amb el membre fundador Josh Homme (veu, guitarra, piano), els membres veterans Troy Van Leeuwen (guitarra, lap steel, teclats, percussió, segones veus), Michael Shuman (baix, teclats, segones veus) i Dean Fertita (teclats, guitarra, percussió, segones veus), i el recentment incorporat Jon Theodore (bateria, percussió).
La banda nasqué després de la separació de Kyuss, l'anterior banda de Homme, i adoptà un estil musical dur i orientat als riffs. Des de llavors, el seu so ha evolucionat fins a incorporar un seguit d'estils i influències diferents, incloent col·laboracions amb el membre de ZZ Top Billy Gibbons i amb Mark Lanegan. L'estil del grup sovint es classifica dins del gènere de stoner rock, encara que el mateix conjunt ho refusa.
Fins avui, Queens of the Stone Age ha publicat vuit àlbums d'estudi i tres extended play. Ha estat nominada a sis Grammys: cinc pels temes «No One Knows», «Go with the Flow», «Little Sister», «Sick, Sick, Sick» i «My God is the Sun», i un per l'àlbum ...Like Clockwork.

## Membres

### Membres actuals
- Josh Homme – veu, guitarres, baix elèctric, piano, teclats, bateria, percussió (1996–actualitat)
- Troy Van Leeuwen – guitarres, segones veus, teclats, baix elèctric, percussió (2002–actualitat)
- Dean Fertita – teclats, guitarres, segones veus, piano (2007–actualitat)
- Michael Shuman – baix elèctric, segones veus, guitarres, teclats, percussió (2007–actualitat)
- Jon Theodore – bateria, percussió, sampler (2013–actualitat)

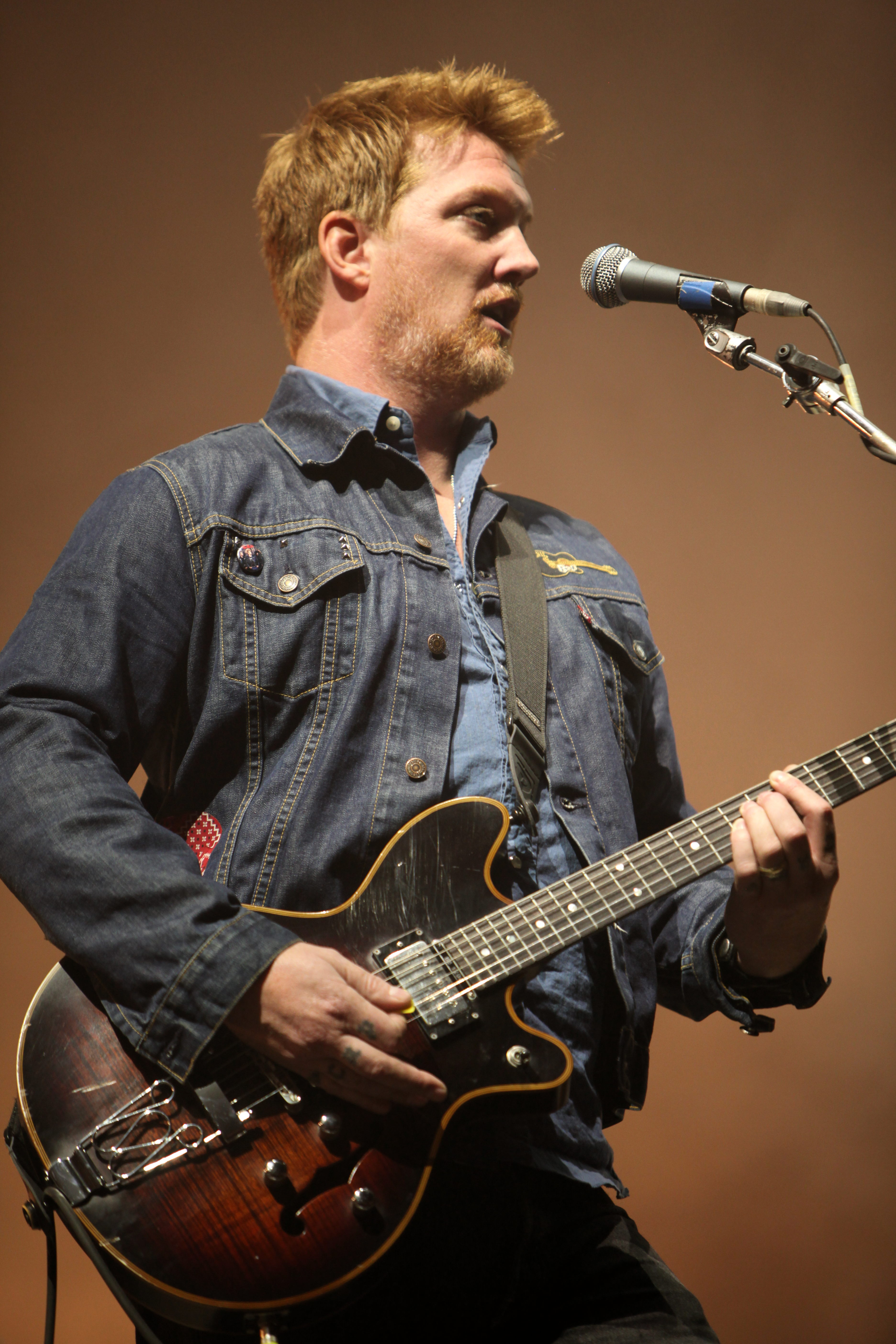
Josh Homme
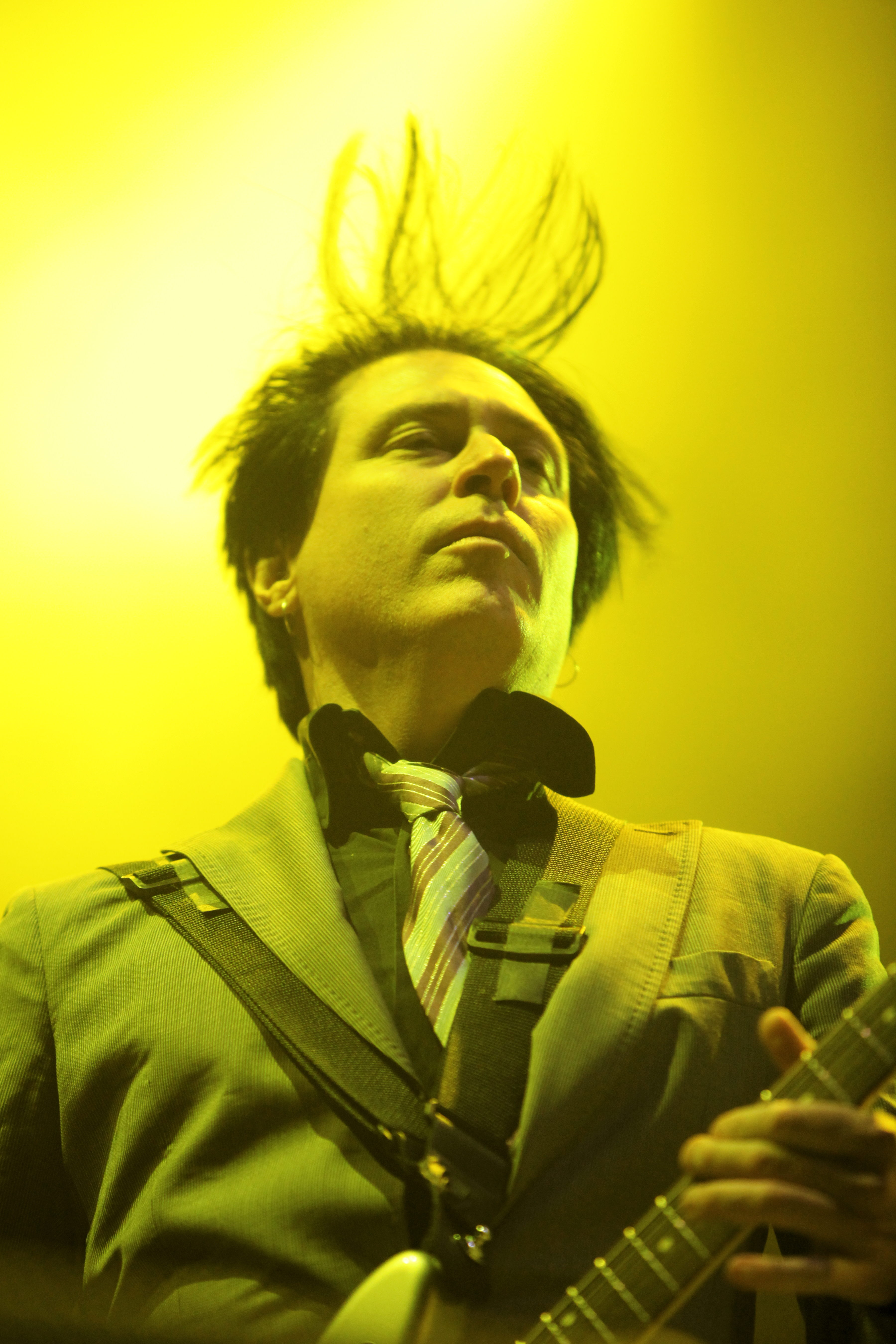
Troy Van Leeuwen
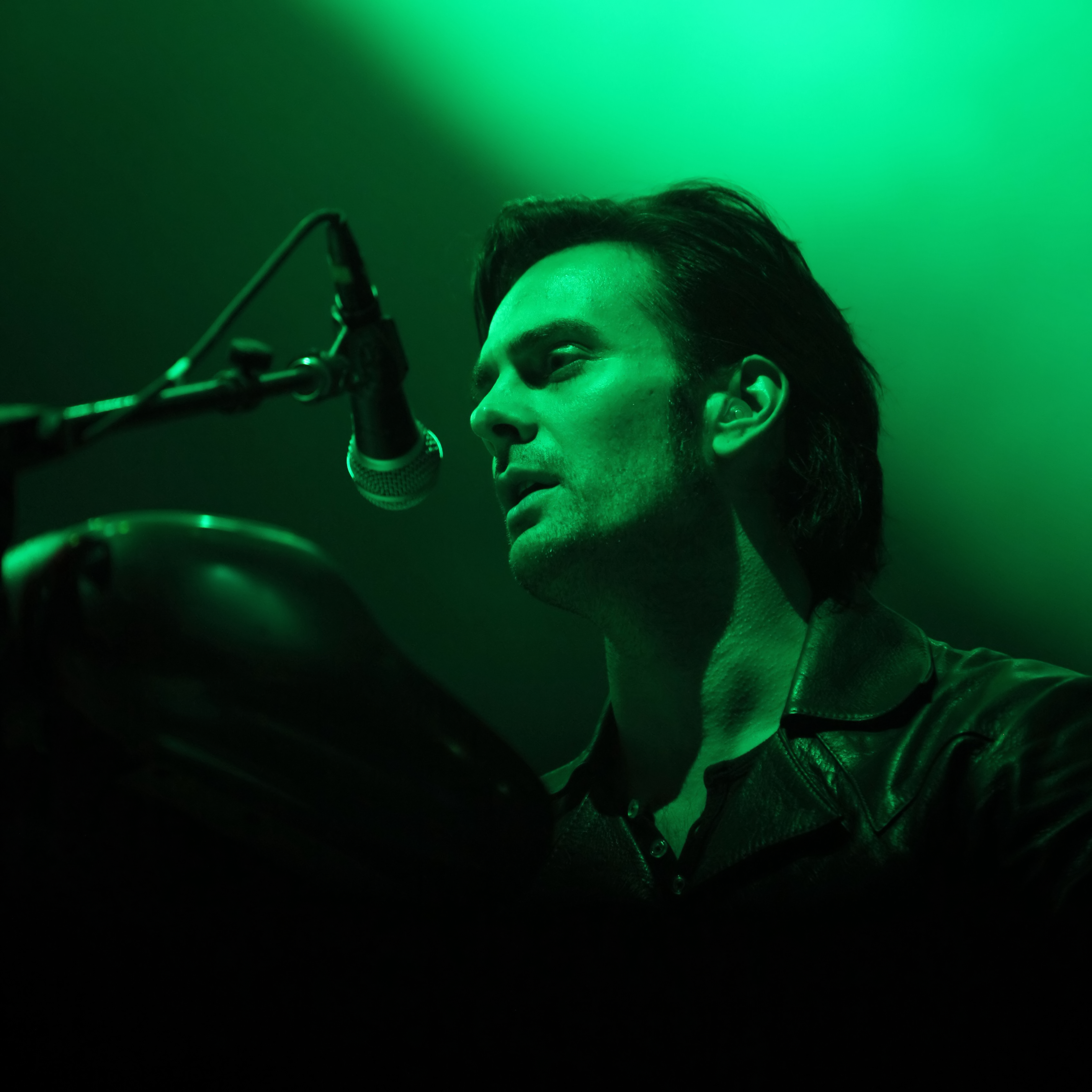
Dean Fertita
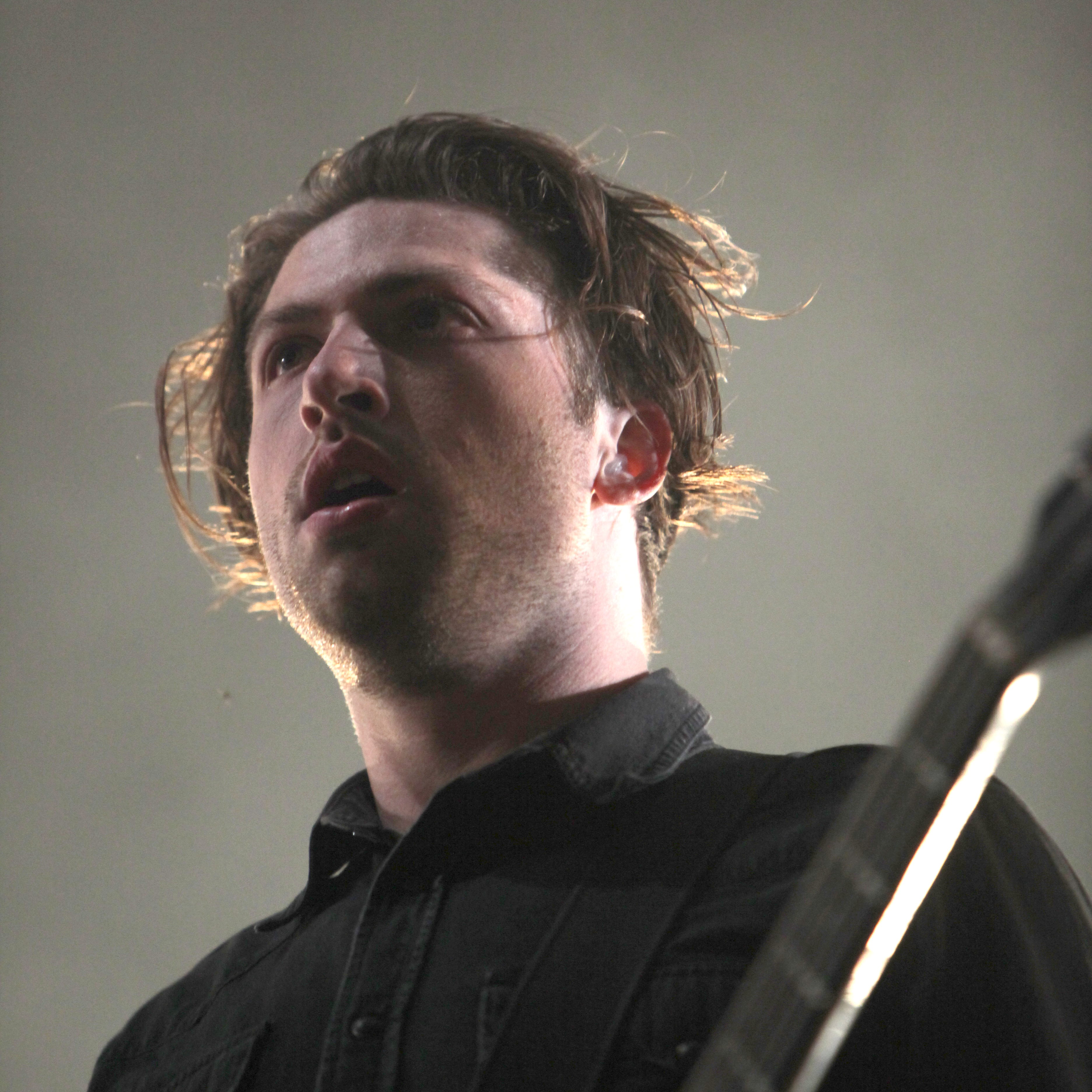
Michael Shuman
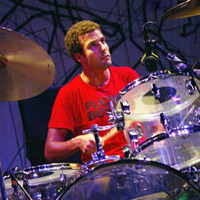
Jon Theodore

### Membres anteriors
- Joey Castillo – bateria, percussió (2002–2012)
- Alain Johannes – baix, guitarra elèctrica, piano, orgue, diversos instruments (2005–2007)
- Natasha Shneider – teclats (2005)
- Mark Lanegan – veu, segones veus, teclats (2001–2005)
- Nick Oliveri – baix, veu, segones veus, guitarra (1998–2004)
- Dave Grohl – bateria, percussió, segones veus (2002, 2012–2013)

## Discografia
Àlbums d'estudi
- Queens of the Stone Age (1998)
- Rated R (2000)
- Songs for the Deaf (2002)
- Lullabies to Paralyze (2005)
- Era Vulgaris (2007)
- ...Like Clockwork (2013)
- Villains (2017)
- In Times New Roman... (2023)

## Reconeixements
Premis Grammy
| 2003 | «No One Knows»      | Millor Execució de Rock Dur | Nominat |
| 2004 | «Go with the Flow»  | Millor Execució de Rock Dur | Nominat |
| 2006 | «Little Sister»     | Millor Execució de Rock Dur | Nominat |
| 2008 | «Sick, Sick, Sick»  | Millor Execució de Rock Dur | Nominat |
| 2014 | «My God Is the Sun» | Millor Execució de Rock     | Nominat |
| 2014 | ...Like Clockwork   | Millor Àlbum de Rock        | Nominat |